# Danijel Ljuboja
Danijel Ljuboja (szerb cirill betűkkel Данијел Љубоја; Vinkovce, 1978. szeptember 4. – ) szerb válogatott labdarúgó.

## Pályafutása

### Klubcsapatban
Vinkovcéban született a horvát SZK területén szerb szülők gyermekeként. Utánpótlás korában a Dinamo Vinkovci, az NK Osijek és a Crvena zvezda csapatában játszott. 1998-ban Franciaországba költözött, ahol a Sochaux volt az első csapata. 2004 és 2004 között a Strasbour játékosa volt. A 2004–05-ös szezonban a Paris Saint-Germaint erősítette. 2005 és 2009 között Németországban játszott a VfB Stuttgart együttesében, de kölcsönben a Hamburgban és a Wolfsburgban is szerepelt. az FK Čukarički játékosa volt. 2010-ben visszatért Franciaországba a Grenoble csapatához, ahol egy évig játszott. A 2010–11-es idényben a Nice játékosa volt. 2011 és 2013 között a lengyel Legia Warszawa csapatában szerepelt, melynek színeiben bajnoki címet szerzett. 2013-ban ismét Franciaországba szerződött az Lens együtteséhez. 2014-ben fejezte be a pályafutását. 

### A válogatottban
2003 és 2006 között 19 alkalommal szerepelt a jugoszláv és a szerb-montenegrói válogatottban és 1 gólt szerzett. Részt vett a 2006-os világbajnokságon, ahol a Hollandia és az Argentína elleni csoportmérkőzésen csereként lépett pályára. Elefántcsontpart ellen nem kapott lehetőséget.

## Sikerei, díjai
RC Strasbourg
- Francia kupagyőztes (1): 2000–01

Paris Saint-Germain
- Francia kupagyőztes (1): 2003–04

Legia Warszawa
- Lengyel bajnok (2): 2012–13
- Lengyel kupagyőztes (2): 2011–12, 2012–13